# Partido de los ortodoxos
El Partido de los ortodoxos, oficialmente llamado Bloque de votantes ortodoxos y organizaciones unidas rusas fue un partido político letón de las décadas de 1920 y 1930. Defendió los intereses de los votantes rusoletones y letones ortodoxos. El líder del partido era el arzobispo Jānis Pomers.

## Participación en las elecciones deSaeima.
| Año  | Elecciones            | Resultados (%) | Diputados |
| ---- | --------------------- | -------------- | --------- |
| 1925 | 2a elección al Saeima | 1,2            | 2/100     |
| 1928 | 3a elección al Saeima | 1,8            | 2/100     |
| 1931 | 4a elección al Saeima | 1,3            | 1/100     |